# Črvník

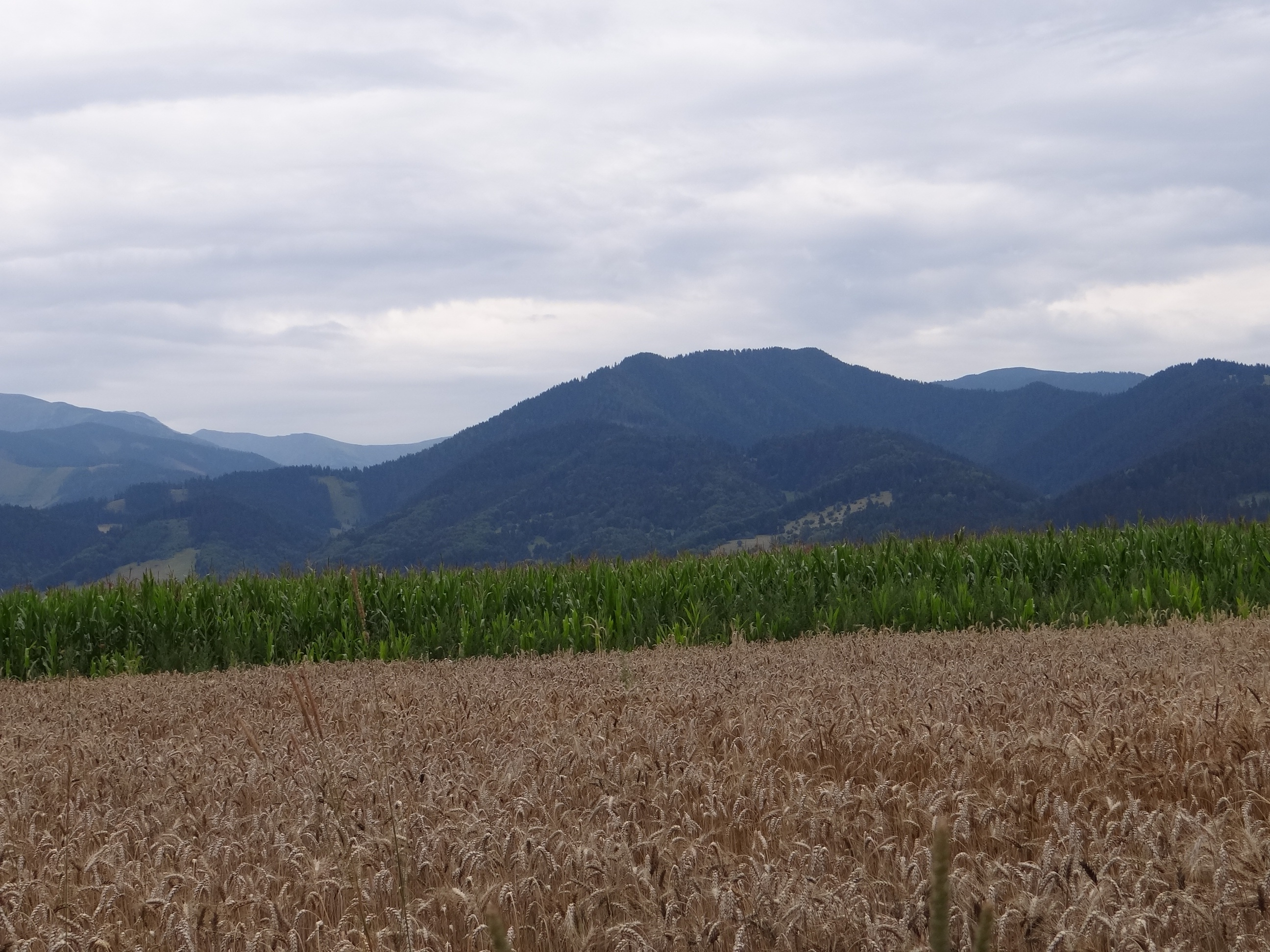
Widok z północnej strony na Hláčovo i dolinę potoku Črvník (po prawej stronie)

Črvník – potok w dorzeczu Wagu na Słowacji. Ma źródła na wysokości około 870 m w jednej z kilku dolinek wciosowych wcinających się w północne stoki masywu Holý vrch – Hláčovo na północnych krańcach Niżnych Tatr. Spływa w kierunku północnym, po opuszczeniu Niżnych Tatr wypływa na Kotlinę Liptowską i w miejscowości Dúbrava uchodzi do potoku Dúbravka jako jego lewy dopływ. Następuje to na wysokości około 610 m, w miejscu o współrzędnych 49°02′41″N 19°29′33″E/49,044722 19,492500.